# Park Mi-kum
Pour les articles homonymes, voir Park.
Park Mi-kum (hangeul : 박미금 ; RR : Bak Mi-geum), née le 6 octobre 1955, est une ancienne joueuse sud-coréenne de volley-ball.
Elle est médaillée de bronze aux Jeux de 1976.

## Carrière
Park fait partie de l'équipe sud-coréenne qui remporte la médaille de bronze lors des Jeux olympiques de 1976.

## Palmarès
- Jeux olympiques
  -  1976 à Montréal.